# Herbert Eulenberg
Herbert Eulenberg (n. 25 ianuarie 1876 – d. 4 septembrie 1949) a fost un scriitor german.
Dramele sale neo-romantice cu caracter lirico-baladesc, relevă, în accente patetice, tenebrosul, demonicul, misteriosul.

## Opera
- 1903: Kassandra
- 1905: Cavalerul Barbă-Albastră ("Ritter Blaubart")
- 1910: Simson
- 1910/1917: Siluete ("Schattenbilder")
- 1911: Katinka, musca ("Katinka die Fliege")
- 1913 - 1918: Război războiului ("Krieg dem Kriege")
- 1932: Thomas Münzer.